# Ceratina compacta
Ceratina compacta là một loài Hymenoptera trong họ Apidae. Loài này được Smith mô tả khoa học năm 1879.